# Departamento de Servicios Humanos de Arkansas

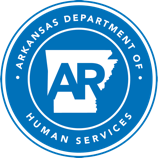
Departamento de Servicios Humanos de Arkansas

El Departamento de Servicios Humanos de Arkansas (Arkansas Department of Human Services, DHS) es una agencia del Estado de Arkansas. Tiene su sede en Donaghey Plaza South del Donaghey Complex, Little Rock. La agencia proporciona servicios humanos y servicios para familias. Gestiona reformatorios para niños. Gestiona el Arkansas Juvenile Assessment & Treatment Center (AJATC) y la Dermott Juvenile Correctional Facility.